# 杜可風
杜可風（Christopher Doyle，1952年5月2日—），香港電影攝影師，於世界電影界有相當知名度，七次夺得香港电影金像奖最佳摄影， 四次奪得台灣金馬獎，更曾憑藉電影《東邪西毒》及《花樣年華》先後於世界兩大影展包括威尼斯电影节及戛纳电影节奪獎而回。他生於澳洲，除英語之外，他還會說流利的法語和漢語。
攝影師出身的他，除為不同電影擔當攝影外，亦執導紀錄片《香港三部曲》及《白色女孩》。

## 簡歷
戰後生於澳大利亚悉尼。曾就讀澳大利亚悉尼大學文學系、香港中文大學新亞書院、美国馬里蘭大學美術系。十八歲那年開始水手生涯雲遊四方，曾至泰国、以色列、印度等地。曾從事許多奇特的工作：在泰國當中醫師、在印度從事鑽油工、在以色列放牧牛群。1970年代後期，他在香港大學的中文老師給他起了一個中文名字——杜可風。輾轉到了臺灣學習中文並發揮攝影師專長。
1978年，參與創立蘭陵劇坊，開始與雲門舞集和進念二十面體合作攝影工作，並與張照堂擔任臺灣電視公司文化節目《映象之旅》與中國電視公司新聞雜誌節目《60分鐘》的攝影與剪輯。1981年，受楊德昌邀請，為電影《海灘的一天》負責攝影指導，獲得1983年亞太影展最佳攝影獎。自此，全力投入電影的拍攝工作。1999年，完成自編自導自攝的處女作《三條人》（Away with Words），多了导演的頭銜。
1990年，他拍攝第二部電影《阿飛正傳》（1990），由剛嶄露頭角的香港導演王家衛執導，兩人從此展開長期的合作關係，一起拍出接下來二十年間幾部最具代表性的亞洲電影，包括《重慶森林》（1994）、《東邪西毒》（1994）、《墮落天使》（1995）、《春光乍洩》（1997）、《花樣年華》（2000）、《2046》（2004），以及三段式電影《愛神》（Eros, 2004）中的〈手〉。由他掌鏡的其他作品還有陳凱歌的《風月》（1996）、張藝謀的《英雄》（2002），以及陳果的《餃子》（2004）。他也曾為張元執導的《北京雜種》（1993）擔任製片。

## 主要摄影作品
- 《王船祭典》 （共同攝影） 導演張照堂
- 《海灘的一天》 導演楊德昌
- 《黑與白 Noir et Blanc》 導演Claire Devers
- 《老娘夠騷》 導演舒琪
- 《雪在燒》 導演譚家明
- 《阿飛正傳》 導演王家卫
- 《暗戀桃花源》 導演賴聲川
- 《飛俠阿達》 導演賴聲川
- 《东邪西毒》 導演王家卫
- 《我的美麗與哀愁》 導演陳國富
- 《重庆森林》 導演王家卫
- 《紅玫瑰與白玫瑰》 導演關錦鵬
- 《風月》 導演陈凯歌
- 《墮落天使》 導演王家卫
- 《春光乍洩》 導演王家卫
- 《QK賓館 Motel Cactus》 導演朴起鏞
- 《初纏戀後的二人世界》 導演葛民輝
- 《驚魂記 Psycho》 導演Gus Van Sant
- 《自由峰 Liberty Heights》 導演Barry Levinson
- 《三條人》 導演杜可風
- 《花樣年華》 導演王家卫
- 《三更之回家》 導演陳可辛
- 《英雄》 導演張藝謀
- 《绿茶》導演張元
- 《2046》 導演王家卫
- 《餃子》 導演陳果
- 《爱神 Eros：手 The Hand》 導演王家卫
- 《海洋天堂》 導演薛晓路
- 《恐怖兔子3D》 導演清水崇
- 《中國合夥人》導演陈可辛
- 《極限控制》導演吉姆·賈木許
- 《殺手情歌》導演卡文(KHAVN)
- 《踏血尋梅》導演翁子光
- 《香港三部曲》導演杜可風
- 《海墘新路》導演蘇倧興
- 《第一爐香》導演許鞍華

## 主要導演作品
- 《三條人》（1999）
- 《華沙之夜》（2008）
- 《香港三部曲》（2015）
- 《白色女孩》（2016）

## 演出作品
- 《龍的傳人》（1981）導演:李行
- 《甜蜜蜜》（1996）導演:陳可辛
- 《春田花花同學會》（2006）導演:趙良駿
- 《風》(紀錄短片)導演:蘇忠源(馬來西亞)

## 外部連結
- 杜可風在互联网电影资料库（IMDb）上的資料（英文）